# Live at the Isle of Wight Festival 1970 (альбом Emerson, Lake & Palmer)
Live at the Isle of Wight Festival 1970 — живий альбом англійської групи Emerson, Lake & Palmer, який був випущений у 1997 році.

## Композиції
1. The Barbarian — 5:07
2. Take a Pebble — 11:47
3. Pictures at an Exhibition — 34:30

- Promenade 1 — 1:38
- The Gnome — 3:46
- Promenade 2 — The Sage — 5:32
- The Old Castle — Blues Variation — 8:35
- Promenade 3 — 1:26
- Baba Yaga — 7:33
- The Great Gates of Kiev — 7:20

1. Rondo — 6:12
2. Nutrocker — 4:49
3. Interview — 8:16

## Учасники запису
- Кіт Емерсон — орган, синтезатор, фортепіано, челеста, клавішні, орган Гаммонда, синтезатор Муґа
- Ґреґ Лейк — акустична гітара, бас-гітара, електрогітара, вокал
- Карл Палмер — перкусія, ударні